# Tambang Baru
Tambang Baru is een bestuurslaag in het regentschap Merangin van de provincie Jambi, Indonesië. Tambang Baru telt 2001 inwoners (volkstelling 2010).